# Юнгстедт, Мари
Че́рстин Мари́ Ю́нгстедт (швед. Kerstin Mari Jungstedt; 31 октября 1962, Стокгольм) — шведская писательница и журналистка. Широкой общественности известна прежде всего как автор детективов, главным героем которых выступает стокгольмский комиссар полиции Андерс Кнутас. Одна из самых успешных и самых богатых литераторов Швеции.

## Жизнь и творчество
Мари Юнгстедт родилась 31 октября 1962 года в Стокгольме. Имеет старшего брата Бу и старшую сестру Эву. Мари выросла в стокгольмской коммуне Уппландс-Бру. Отец был алкоголиком, и в 1972 году мать развелась с ним и после этого жила с тремя детьми в Кунгсенгене, Викшё и Шелбю. Семья жила бедно.
Окончив школу, Мари сначала изучала экономику в Уппсальском университете, затем поступила в Педагогический институт в Стокгольме и, не окончив его, получила профессию гида в Стокгольме и Уппсале. Освоила английский и испанский языки. Работала учительницей и экскурсоводом для латиноамериканских туристов в Швеции, Норвегии, Дании, Финляндии и Советском Союзе. Почти два года провела в США. Устроилась на работу официанткой в джаз-клуб, а до этого некоторое время была моделью. Проживала полгода в Мауи на Гавайях, затем в штатах Флорида и Калифорния, а дольше всего — в Нью-Йорке. Некоторое время жила во Франции и на Мадейре, где, соответственно, работала на плантациях собирательницей винограда и агентом по торговле недвижимостью.
В 1990—1993 годах Мари Юнгстедт училась в Высшей школе журналистики в Сундсвалле, где познакомилась с журналистом Сеннетом Никлассоном. В 1998 году вышла за него замуж. У супругов двое детей — Ребекка Мари Юнгстедт (род. 1992) и Себастьян Сеннет Юнгстедт (род. 1993). В октябре 2012 года Сеннет Никлассон и Мари Юнгстедт расстались.
В 1993 году Мари устроилась журналисткой на Шведское радио, а также на Шведское телевидение, где вела, соответственно, рубрику «Эхо дня» (швед. Dagens Eko) и региональную программу новостей «AБC-нютт»шв.. Она также работала на шведском канале TV4 в программе Förkväll.
В 2003 году она дебютировала как писательница, издав роман «Невидимый» (переведён на русский в 2011 году), в котором речь идет о серийных убийствах на острове Готланд. В её последующих книгах выступают те же персонажи, что и в первой, — комиссар местной полиции Андерс Кнутас и журналист Юхан Берг. Действие происходит преимущественно в Стокгольме и на Готланде. С этого же года Мари Юнгстедт начинает работать как свободная писательница.
Детективные повести и романы Мари Юнгстедт имели и имеют большой успех как в Швеции, так и за её пределами. Они переведены на семнадцать языков и вышли в двадцати странах мира. В 2013 году суммарный тираж изданий книг Мари Юнгстедт достиг 2,7 миллиона экземпляров.
В 2005 году Сеннет Никлассон и Мари Юнгстедт основали фирму Nextpage AB, которая осуществляет деятельность, связанную с издательским делом, организует встречи писателей и журналистов с общественностью. После их развода эта фирма перешла в собственность Мари Юнгстедт. В состав сотрудников входят Ребекка Мари Юнгстедт и Себастьян Сеннет Юнгстедт.
В 2006—2007 годах в Германии на основе криминальных романов Мари Юнгстедт была снята серия из четырёх фильмов под названием «Инспектор и море» (нем. Der Kommissar und das Meer, швед. Kommissarien och havet). Адаптированная для телевидения версия состояла из 13 эпизодов.
В конце 2012 года Мари Юнгстедт познакомилась в Гран-Канарии с норвежским писателем Рубеном Элиассеном. Летом 2014-го вышла за него замуж. В этом же году вышла их написанная совместно книга «Тёмное небо». Супруги проживают в Стокгольме и на Канарских островах.

### Комиссар Андерс Кнутас
- Jungstedt, Mari (2003). Den du inte ser. Stockholm: Bonnier. Libris 8928042. ISBN 91-0-058157-7
- Jungstedt, Mari (2004). I denna stilla natt. Stockholm: Bonnier. Libris 9411260. ISBN 91-0-010439-6
- Jungstedt, Mari (2005). Den inre kretsen. Stockholm: Bonnier. Libris 9863928. ISBN 91-0-010698-4
- Jungstedt, Mari (2006). Den döende dandyn. Stockholm: Bonnier. Libris 10136275. ISBN 91-0-011111-2
- Jungstedt, Mari (2007). I denna ljuva sommartid. Stockholm: Bonnier. Libris 10415143. ISBN 978-91-0-011333-9
- Jungstedt, Mari (2008). Den mörka ängeln. Stockholm: Bonnier. Libris 10660580. ISBN 978-91-0-011821-1
- Jungstedt, Mari (2009). Den dubbla tystnaden. Stockholm: Bonnier. Libris 11287181. ISBN 978-91-0-012260-7
- Jungstedt, Mari (2010). Den farliga leken. Stockholm: Bonnier. Libris 11737707. ISBN 978-91-0-012439-7
- Jungstedt, Mari (2011). Det fjärde offret: [kriminalroman]. Stockholm: Albert Bonnier. Libris 12077070. ISBN 978-91-0-012582-0
- Jungstedt, Mari (2012). Den sista akten: [kriminalroman]. Stockholm: Bonnier. Libris 12504666. ISBN 9789100127671
- Jungstedt, Mari (2013). Du går inte ensam: [kriminalroman]. Stockholm: Bonnier. Libris 13818359. ISBN 9789100134334
- Jungstedt, Mari (2014). Den man älskar. Stockholm: Bonnier. Libris 14978798. ISBN 9789100138998

### Серия детективов «Гран-Канария»
- Jungstedt, Mari; Eliassen Ruben (2014). En mörkare himmel. Serie ISBN 9789100142247

## Переводы

### В мире
- (датск.): Дания (6 книг, 2007-)
- (англ.): Великобритания (6, 2007-) / США/Канада (4)
- (эст.): Эстония (2013-)
- (фин.): Финляндия (7, 2006-)
- (фр.): Франция (3, 2007-)
- (греч.): Греция
- (итал.): Италия (2, 2011-)
- (каталан.): Испания (5, 2009-)
- (нид.): Нидерланды (7)
- (норв.): Норвегия (5)
- (пол.): Польша (7)
- (порт.): Бразилия (1) / Португалия (1, 2010)
- (исп.): Испания(6)
- (чешск.): Чехия (1, 2012)
- (нем.): Чешская (6)
- (укр.): Украина (1, 2015)

### Изданные на русском
- Невидимый / Мари Юнгстедт; [пер. со швед. Ю. Колесовой]. — Санкт-Петербург : Азбука, 2011. — 282 с. — (Скандинавский детектив). — ISBN 978-5-389-02332-1
- Несказанное / Мари Юнгстедт; [пер. со швед. Наталии Пресс]. — Санкт-Петербург : Азбука, 2011. — 284 с. — (Скандинавский детектив). — ISBN 978-5-389-02335-2
- Неизвестный / Мари Юнгстедт; [пер. со швед. Юлии Смирновой]. — Санкт-Петербург : Азбука, 2012. — 283 с. — (Скандинавский детектив). — ISBN 978-5-389-02466-3

## Экранизации
- 2007 — Den du inte ser
- 2007 — I denna stilla natt
- 2007 — Den inre kretsen
- 2007 — I denna ljuva sommartid